# Pamphobeteus petersi
Pamphobeteus petersi là một loài nhện trong họ Theraphosidae.
Loài này thuộc chi Pamphobeteus. Pamphobeteus petersi được Joachim Schmidt miêu tả năm 2002.